# Andrakammarvalet i Sverige 1956
Andrakammarvalet i Sverige 1956 till riksdagens andra kammare hölls söndagen den 16 september 1956.

## Valkampanjen
Frågan om skattesänkningar var en återkommande fråga i 1950-talets valrörelser. Inför valet 1956 hävdade Högerpartiets Jarl Hjalmarson vikten av en "rejäl skattesänkning" för den "vanliga vardagsmänniskan". Koalitionsregeringen gick till val på redan beslutade skattesänkningar på 375 miljoner. Folkpartiet lovade skattesänkningar på 545 miljoner medan Högerpartiet lovade 825 miljoner.
Vad gäller pensionsfrågan gjorde Folkpartiet och Högerpartiet klart att de ville se en frivillig tjänstepension med en förstärkt folkpension som grund. Frågan om hur mycket folkpensionen borde höjas togs också upp i valrörelsen.
I valkampanjen kritiserade Folkpartiet regeringen för att inte ha byggt ikapp bostadsbristen och lovade att en folkpartiregering skulle bygga 260 000 lägenheter 1956-1960. Statsminister Tage Erlander besvarade detta med att det inte var möjligt att låta bostadsbyggandet få alla tillgängliga resurser på bekostnad av andra sektorer.
Inför valet genomfördes en akademisk studie av opinionsundersökningen av de två statsvetarna Jörgen Westerståhl och Bo Särlvik. Den visar bland annat att 69 procent av de tillfrågade hört delar av den avslutande partiledardebatten i radion. 82 procent hade sett någon av partiernas valbroschyrer och 44 procent hade också läst någon av dem.
Tage Erlander och Jarl Hjalmarson debatterade vid två allmänna möten under kampanjen; förutom den traditionella debatten i Vasaparken i Stockholm även i Eskilstunas sporthall. I augusti genomförde Tage Erlander en kampanj i södra Norrland, Dalarna och Bergslagen. Förutom sin hustru Aina som fungerade som chaufför medföljde endast en journalist från Morgon-Tidningen.
Partiernas valaffischer:
- Trygga deras ålderdom - Folkpartiet
- För förliga vindar - Rösta med Folkpartiet
- En skattesänkning som håller - Folkpartiet
- Rejäl skattesänkning - Högerpartiet - att lita på
- Det behövs fler högermän i riksdagen för att vi skall få fler, bra, billiga bostäder
- Slå vakt om bondeskogen - rösta med landsbygdspartiet Bondeförbundet
- Mera åt barnen, mindre åt generalerna - Kommunisterna
- Rättvis skattesänkning - sänkt statsskatt 1957 - sänkt kommunalskatt 1958 - kamp mot skattesmitarna - Socialdemokraterna

## Valresultat
För samtliga genom valet invalda riksdagsmän, se Lista över ledamöter av Sveriges riksdags andra kammare 1957-1958.
| Parti                | Parti                            | Partiledare          | Röster             | Röster | Röster | Mandatfördelning | Mandatfördelning |
| Parti                | Parti                            | Partiledare          | Antal              | %      | +− %   | Antal            | +−               |
| -------------------- | -------------------------------- | -------------------- | ------------------ | ------ | ------ | ---------------- | ---------------- |
|                      | Socialdemokraterna               | Tage Erlander        | 1 729 463          | 44,58  | −1,47  | 106              | −4               |
|                      | Folkpartiet                      | Bertil Ohlin         | 923 564            | 23,81  | −0,63  | 58               | +/−0             |
|                      | Högerpartiet                     | Jarl Hjalmarson      | 663 693            | 17,11  | +2,74  | 42               | +11              |
|                      | Landsbygdspartiet Bondeförbundet | Gunnar Hedlund       | 366 612            | 9,45   | −1,29  | 19               | −7               |
|                      | Sveriges kommunistiska parti     | Hilding Hagberg      | 194 016            | 5,00   | +0,66  | 6                | +1               |
|                      | Vänstersocialistiska partiet     | Albin Ström          | 1 252              | 0,03   | -0,03  | —                | —                |
|                      | Samlingspartiet                  | ?                    | 635                | 0,02   | —      | —                | —                |
|                      | Övriga partier                   | —                    | 95                 | 0      | —      | —                | —                |
|                      | Socialistiska blocket (S + SKP)  | —                    | 1 923 479          | 49,58  | —      | 112              | —                |
|                      | Borgerliga blocket (LB + FP + H) | —                    | 1 953 869          | 50,37  | —      | 119              | —                |
| Antal giltiga röster | Antal giltiga röster             | Antal giltiga röster | 3 879 330          | 100,00 |        | 231              | +1               |
| Ogiltiga röster      | Ogiltiga röster                  | Ogiltiga röster      | ?                  |        |        |                  |                  |
| Totalt               | Totalt                           | Totalt               | 3 902 114 (79,8 %) |        |        |                  |                  |

- Samtliga Samlingspartiets röster avgavs i Malmöhus läns valkrets.

Källa: SCB: Riksdagsmannavalen 1953-1956
Det socialistiska blocket (SKP och S) fick 49,6 procent och det borgerliga blocket (FP, LB och H) fick 50,4 procent. För första gången sedan år 1932 hade det blivit en borgerlig majoritet i den andra kammaren. Socialdemokraterna kunde dock sitta kvar i regeringsställning genom samarbete med Bondeförbundet.
Som en förklaring till Bondeförbundets nedgång i val efter val använde partiledaren Gunnar Hedlund den så kallade strukturförändringshypotesen: i takt med att människor flyttade från landsbygden och in till städerna minskade gruppen av potentiella Bondeförbundsväljare. Partiets namnbyte till Centerpartiet 1957 kan då ses som ett försök att bredda gruppen av potentiella väljare. Riksdagens andra kammare utökades med ett mandat; detta gick till Högerpartiets kandidat för Stockholms stad, David Svenungsson. Bland de invalda riksdagskandidaterna återfanns bland annat den blivande högerledaren Gunnar Heckscher.

## Regeringsbildning
I valet gick båda partierna i koalitionsregeringen tillbaka. Efter valet förklarade statsminister Tage Erlander att socialdemokraterna skulle regera ensamma om Bondeförbundet lämnade regeringen. Den 25 september uttalade sig den socialdemokratiska partistyrelsen för fortsatt koalition.
Den 27 september beslutade Bondeförbundet att fortsätta i koalitionsregeringen förutsatt att partierna kunde komma överens om ett nytt regeringsprogram som kunde ersätta det gamla från 1951. Därefter följde förhandlingar och den 13 oktober enades man om ett nytt program.
I samband med det gjorde Bondeförbundet klart att man ville vänta med att ta ställning i pensionsfrågan tills den då sittande pensionsutredningen var klar. Detta får anses vara ett sätt att maskera att de båda partierna hade oförenliga åsikter om hur pensionsfrågan skulle lösas.